# Zvonimir Vujin
Zvonimir Vujin, född 23 juli 1943 i Zrenjanin, död 8 december 2019 i Zrenjanin, var en jugoslavisk boxare som tog OS-brons i lättviktsboxning 1968 i Mexico City och ytterligare ett OS-brons i lätt welterviktsboxning 1972 i München.